# Portal Terminològic Valencià
El Portal Terminològic Valencià (PorTerVal) és una eina lexicogràfica de l'Acadèmia Valenciana de la Llengua, consistent en un glossari de térmens específics i neologismes. El portal, accessible en la pàgina web de la institució normativa valenciana, permet buscar paraules en altres idiomes i oferix una traducció al castellà, anglés i francés de cada entrada, de manera similar a com ho fa el servici de consultes Cercaterm, del centre de terminologia Termcat. PorTerVal va ser creat en 2015; l'any següent, l'AVL va signar un conveni de quatre anys amb el Termcat per a compartir informació i adoptar, sempre que fora possible, denominacions terminològiques comunes.
El PorTerVal disposa de dos opcions de consulta: la consulta simple i la consulta avançada. En la darrera, l'usuari pot filtrar la consulta per paraules que apareguen en la definició, així com per àrea temàtica (amb un total de 119 àrees), categoria gramatical o llengua d'origen (amb un total de 19 idiomes).
Entre altres funcionalitats, destaca la possibilitat de vore si una accepció ha sigut modificada. Així, quan s'ha canviat una definició o se n'ha afegit una altra, en la pestanya de la paraula en qüestió apareix un botó de 'versió antiga' per a consultar l'anterior. D'altra banda, el PorTerVal també permet proposar noves entrades, a través del mateix formulari de propostes del Diccionari normatiu valencià (DNV), amb la qual cosa s'obri la possibilitat que els especialistes dels diferents àmbits professionals amplien el glossari. Finalment, existix l'opció de compartir una entrada del portal en les xarxes socials.
El PorTerVal té una naturalesa complementària al Diccionari normatiu valencià (DNV) de l'AVL i hi està interconnectat per mitjà d'hipervincles. La consulta d'un terme en el DNV que no es trobe en este diccionari, però sí en el PorTerVal, redirigirà al glossari i viceversa. A més, si una paraula apareix en tots dos, la pàgina mostrarà la definició en el portal en el qual s'haja buscat, i un botó per a passar a l'altre.
La versió vigent del PorTerVal en 2018 era la 2.2.4.